# Petit oratoire (Nantes)
Ne doit pas être confondu avec Chapelle de l'Oratoire (Nantes).
Le petit oratoire est un bâtiment religieux de Nantes construit entre la fin du XVIIIe et le début du XIXe siècle (avant 1806), situé à l'origine en contrebas de la propriété « Tourneron » au bord de l'Erdre.

## Histoire
Cet oratoire est en réfection en 2013-2014, avant de redevenir un lieu public de dévotion. Il abrite une statue du Christ du Sacré-Cœur et des ex-voto plaqués sur le mur du fond. La statue, qui est offerte par les sœurs de la communauté des Augustines, est en fonte et date de 1895 ; elle remplace une Vierge en plâtre qui s'y trouvait initialement.
La propriété Tourneron était, avant la Révolution, le théâtre de processions religieuses conduites par l'abbé Jean-Marie de La Tullaye. Le général de Lamoricière l'occupa au XIXe siècle. L'oratoire est acheté par la municipalité en 1986 au moment de la réalisation de la promenade de l'Erdre.

## Galerie

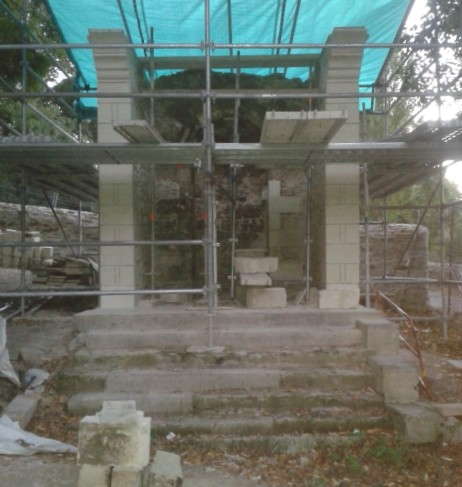
Le petit oratoire en cours de restauration (septembre 2013)
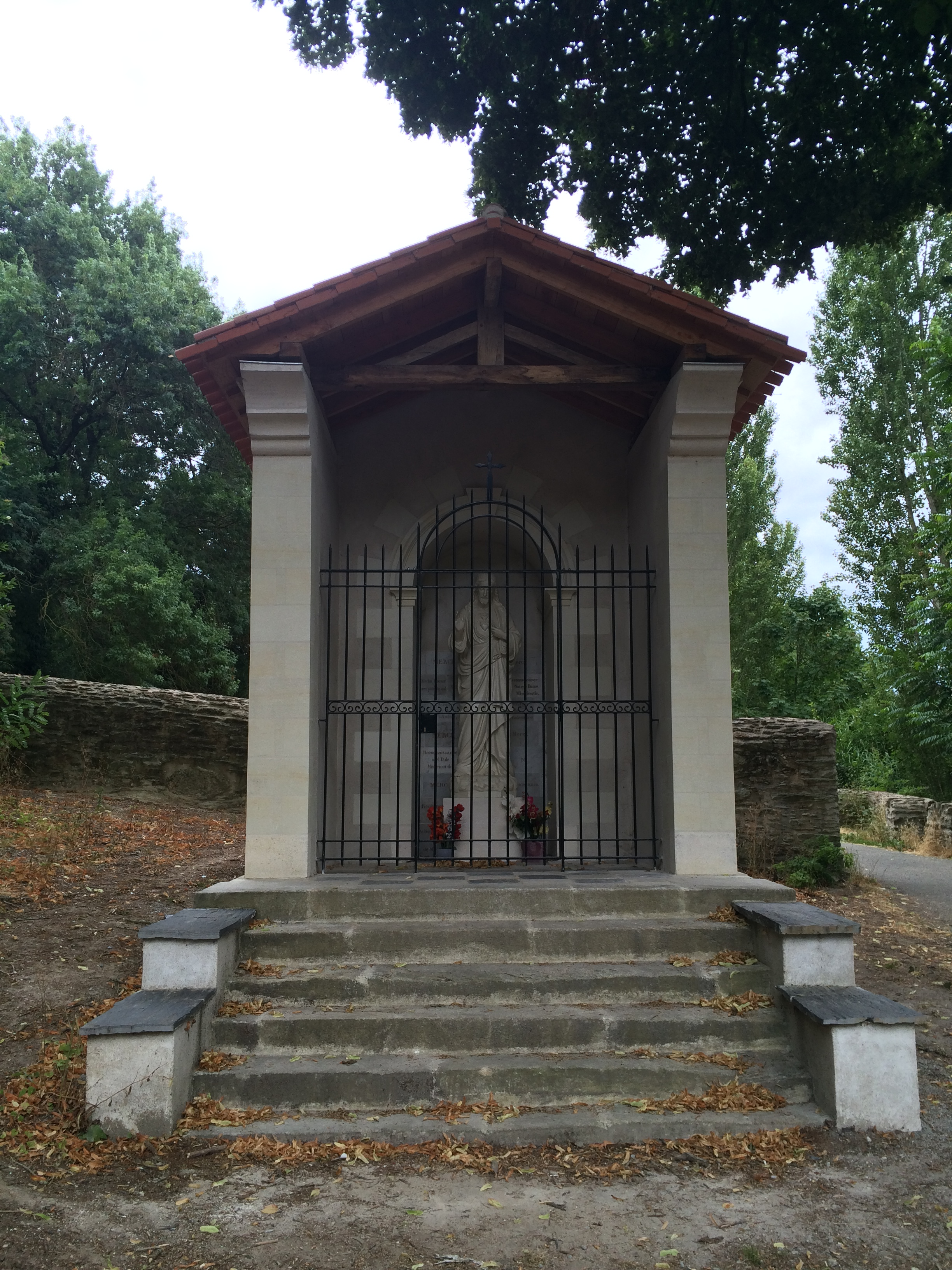
Après restauration (juillet 2015).